# NoClue
NoClue, artiestennaam van Ricky Raphel Brown (Seattle, 28 januari 1985), is een Amerikaans rapper. Hij was van 2005 tot 2008 opgenomen in het Guinness Book of Records, die enkel Engelstalige rap goedkeuren, als snelste rapper ter wereld.

## Biografie
Brown werd geboren in Seattle in de noordwestelijke staat Washington. Vanaf zijn vierde kwam hij geregeld in een muziekstudio, omdat hij met zijn grootvader meekwam die lid was van de gospelband The Singing Galatians. Op zijn negende zette hij zijn eerste songteksten op papier.
Zijn artiestennaam No Clue (geen idee) bedacht hij omdat de wereld volgens hem geen idee had welke impact hij zou hebben. Nadat hij had gezien dat er een categorie voor snelst rappende artiest in het Guinness Book of Records stond, vatte hij in 2004 het idee op, dat het breken van dit record hem zijn zo begeerde sterrenstatus zou brengen.
Het record brak hij vervolgens op 15 januari 2005 in de  B&G-studio's in zijn woonplaats, door binnen 51,27 seconden 723 lettergrepen te rappen. Met 14,1 lettergrepen per seconde verbrak hij daarmee het record dat sinds 1998 met 12,5 lettergrepen per seconde op naam stond van Rebel XD uit Chicago. In de voorbereidingen naar het record had hij al een paar maal een opgezwollen keel opgelopen, ondanks de begeleiding die hij kreeg van een stemtherapeut.
Hierna stond hij volop in de publiciteit, met artikelen in kranten, aanbiedingen voor platencontracten en met een notering bij de top 50 best bekeken video's op YouTube. Verder tekende hij in 2012 een contract voor een promotievideo voor Microsoft.
Zijn eerste release was zijn pré-album Ntroduction via iTunes. De highbudget videoclip voor zijn lied New west werd meer dan tweehonderdduizend keer per maand bekeken. Als eerste volledige debuutalbum was The beginning in 2009 bedoeld. Dit werd echter een EP die hij in 2010 uitbracht.
In 2011 volgde zijn mixtape 4Warning en in 2012 kwam hij met zijn debuutalbum Just landed.

## Discografie
- 2010: The beginning (EP)
- 2011: 4Warning (mixtape)
- 2012: Just landed (debuutalbum)